# Jacob City
Jacob City – miasto w Stanach Zjednoczonych, w stanie Floryda, w hrabstwie Jackson.